# The Ring and the Man
The Ring and the Man er en amerikansk stumfilm fra 1914 af Francis Powers.

## Medvirkende
- Bruce McRae som George Gormly.
- Helen Aubrey som Mrs. Jim Martin.
- Wellington A. Playter som William Haldane.
- Robert Broderick som Jim Martin.
- Violet Horner som Eleanor Haldane.